# Halina Palanska
Halina Uładzimirauna Palanska (biał. Галіна Уладзіміраўна Палянская, ros. Галина Владимировна Полянская, Galina Władimirowna Polanska; ur. 10 czerwca 1950 w Stalingradzie) – białoruska architekt, pracowniczka akademicka i polityk, w latach 2004–2012 deputowana do Izby Reprezentantów Zgromadzenia Narodowego Republiki Białorusi III i IV kadencji; kandydat nauk (odpowiednik polskiego stopnia doktora), docent.

## Życiorys
Urodziła się 10 czerwca 1950 roku w Stalingradzie, w Rosyjskiej FSRR, ZSRR. Ukończyła Białoruski Państwowy Instytut Politechniczny (BPIP), uzyskując wykształcenie architekta. Posiada stopień naukowy kandydata nauk (odpowiednik polskiego stopnia doktora), jest docentem. Pracę rozpoczęła jako architekt w Państwowym Instytucie Projektowym „Minskprojekt”. Następnie pracowała jako asystentka, starsza wykładowczyni, docent Katedry Urbanistyki BPIP, zastępczyni dziekana, dziekan Wydziału Architektury BPIP, dziekan Wydziału Architektury Białoruskiego Narodowego Uniwersytetu Technicznego.
W 2004 roku została deputowaną do Izby Reprezentantów Zgromadzenia Narodowego Republiki Białorusi III kadencji z Kołasowskiego Okręgu Wyborczego Nr 106. Pełniła w niej funkcję zastępczyni przewodniczącego Stałej Komisji ds. Polityki Mieszkaniowej, Budownictwa, Handlu i Prywatyzacji. 27 października 2008 roku została deputowaną do Izby Reprezentantów IV kadencji z tego samego okręgu wyborczego. Pełniła w niej funkcję przewodniczącej tej samej komisji. Od 13 listopada 2008 roku była członkinią Narodowej Grupy Republiki Białorusi w Unii Międzyparlamentarnej.

## Odznaczenia
- Medal „Za Zasługi w Pracy” (6 grudnia 2011) – za owocną działalność państwową i społeczną deputowanych Izby Reprezentantów Zgromadzenia Narodowego Republiki Białorusi czwartej kadencji, znaczny wkład w rozwój prawodawstwa i parlamentaryzmu[5];
- Gramota Pochwalna Zgromadzenia Narodowego Republiki Białorusi[1].